# 巨鬚金線魮
巨鬚金線魮，又稱巨鬚金線䰾（学名：Sinocyclocheilus hugeibarbus）为輻鰭魚綱鯉形目鲤科金線魮屬的其中一種。分布於亞洲中國貴州省荔波縣地下河流域，本魚體延長且側扁，口下位，吻尖向前突出，具觸鬚2對，觸鬚可延長至鰓蓋骨前緣，眼中等，背部隆起，側線明顯體被鱗片，側線鱗片65-82枚，背鰭軟條10枚， 臀鰭軟條8枚，胸鰭長可至腹鰭起點，尾鰭叉形，體色白色，棲息在洞穴底中層水域，生活習性不明。

## 扩展阅读
維基物種上的相關：巨鬚金線魮